# 尼夫舍拉河
尼夫舍拉河是俄羅斯的河流，屬於維舍拉河的左支流，由科密共和國負責管轄，河道全長215公里，流域面積4,250平方公里，河水主要來自融雪，每年十一月至翌年五月結冰。